# Термогенез рослин

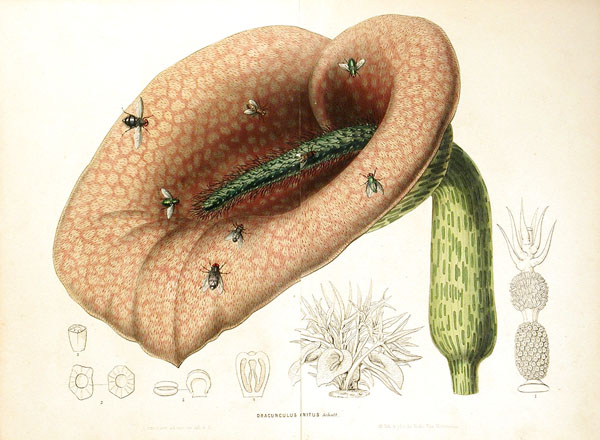
Helicodiceros muscivorus

Термогенез рослин — вироблення тепла у процесі життєдіяльності, що дає змогу рослинам підтримувати температуру, вищу за температуру навколишнього середовища. Термогенез притаманний гомойотермним (теплокровним) організмам — птахам і ссавцям, а також багатьом групам літаючих комах. Рослини зазвичай не здатні контролювати власну температуру. Проте деякі рослини можуть виробляти тепло. Більшість науковців вважають, що нагрівання квіток допомагає випаровуватися запахам, що приваблюють запилювачів. Нагрівання відбувається завдяки розсіювання енергії дихального транспорту.

## Термогенні рослини
Розігрівання аруму європейського (Arum italicum Mill.) під час цвітіння описане французьким науковцем Жаном Батистом Ламарком ще у 1778 р. Згодом схожі механізми були знайдені у досить давніх за походженням груп рослин з великими і м'ясистими квітковими структурами, що запилюються з участю жуків, бджіл або мух.
- Araceae
- Annonaceae
- Nymphaeaceae
- Aristolochiaceae
- Arecaceae
- Cyclanthaceae
- Magnoliaceae
- Nelumbonaceae
- Rafflesiaceae
- Cycadaceae